# Ludvik Zajc
Ludvik Zajc (* 21. Januar 1943 in Jesenice, Jugoslawien; † 18. Juli 2011 in Oslo, Norwegen) war ein jugoslawischer Skispringer und später slowenischer Skisprungtrainer.

## Werdegang
Sein internationales Debüt gab Zajc bei der Vierschanzentournee 1961/62. Nach einem verhaltenen Auftakt in den ersten drei Springen erreichte er sein bestes Ergebnis der Tournee beim Abschlussspringen auf der Paul-Außerleitner-Schanze in Bischofshofen. In der Gesamtwertung erreichte er den 38. Platz. Bei der folgenden Nordischen Skiweltmeisterschaft 1962 in Zakopane sprang Zajc mit 89,5 und 89 Metern auf der Großschanze auf den 38. Platz. Von der Normalschanze belegte er nach zwei Sprüngen auf 64,5 Metern den 25. Platz, punktgleich mit dem Norweger Arne Dalslaaen.
Bei der folgenden Vierschanzentournee 1962/63 konnte sich Zajc leicht steigern und erreichte trotz schwächerer Einzelleistungen am Ende Rang 27 der Gesamtwertung. Die Vierschanzentournee 1963/64 beendete er ein Jahr später nur auf Platz 39 der Gesamtwertung. Bei den Olympischen Winterspielen 1964 in Innsbruck erreichte Zajc von der Normalschanze Rang 39 und von der Großschanze Rang 42.
Mit der Vierschanzentournee 1964/65 bestritt Zajc schließlich die beste Tournee seiner Karriere. So begann er mit einem überraschenden vierten Platz auf der Schattenbergschanze in Oberstdorf. Damit erreichte er zudem auch das beste Tournee-Einzelergebnis seiner Karriere. Trotz dieses Erfolges startete er in Garmisch-Partenkirchen und Innsbruck nicht. Erst in Bischofshofen zeigte er mit dem sechsten Rang noch einmal eine sehr gute Sprungleistung. In der Gesamtwertung reichte es für Zajc mit diesen beiden Ergebnissen zu Rang 10.
In Oslo sprang er bei der Nordischen Skiweltmeisterschaft 1966 von der Normalschanze auf 73 und 70 Meter und erreichte den 42. Platz. Von der Normalschanze konnte er seine Platzierung leicht steigern und landete nach Sprüngen auf 68,5 und 69,5 Metern auf dem 40. Platz.
Bei den Olympischen Winterspielen 1968 in Grenoble stellte Zajc noch einmal seine Qualitäten unter Beweis. So landete er nach guten Leistungen von der Normalschanze punktgleich mit Manfred Queck und Gari Napalkow auf dem 14. Platz. Von der Großschanze erreichte er als Neunter noch einmal eine Top-10-Platzierung. Beim Holmenkollen Ski Festival 1968 erreichte er den dritten Platz und damit sein bestes Einzelergebnis überhaupt bei einem internationalen A-Klasse-Springen.
Auch bei der folgenden Vierschanzentournee 1968/69 sprang er in Oberstdorf noch einmal auf den neunten Rang und erreichte nach guten weiteren Ergebnissen am Ende den 16. Rang in der Gesamtwertung. Es war seine letzte Tournee auf diesem hohen Niveau. Bei der Nordischen Skiweltmeisterschaft 1970 in Štrbské Pleso sprang er von der Großschanze auf 90 und 98 Meter und landete damit punktgleich mit dem Finnen Raimo Ekholm auf dem 15. Platz. Von der Normalschanze landete er bei 79 und 75 Metern und erreichte damit Rang 19.
Nach dem Ende seiner aktiven Karriere begann Zajc 1972 in seiner Heimat als Skisprungtrainer zu arbeiten. Später betreute er Skispringer und Nordische Kombinierer in Italien, Slowenien und Norwegen. In den 1990er Jahren war er erster Nationaltrainer von Slowenien. Von 1998 bis 2002 betreute er die Norwegische Nationalmannschaft der Skispringer.
Am 9. Juni 2011 wurde er im Skimuseum vom Norwegischen Skiverband, den er über Jahre als Berater unterstützte offiziell vom Präsidenten des Verbandes Sverre K. Seeberg sowie vom NATO-Generalsekretär Truls Jahnsen für seine Leistungen ausgezeichnet.
Zajc starb am 18. Juli 2011 nach langer schwerer Krankheit in Oslo.

## Erfolge

### Vierschanzentournee-Platzierungen
| Saison  | Platz | Punkte |
| ------- | ----- | ------ |
| 1961/62 | 38.   | 764,6  |
| 1962/63 | 27.   | 679,0  |
| 1963/64 | 39.   | 710,3  |
| 1964/65 | 10.   | 779,2  |
| 1965/66 | 27.   | 718,4  |
| 1966/67 | 21.   | 752,7  |
| 1967/68 | 77.   | 430,5  |
| 1968/69 | 16.   | 769,5  |
| 1969/70 | 25.   | 801,1  |
| 1970/71 | 64.   | 410,9  |
| 1971/72 | 37.   | 801,7  |